# Список міністрів закордонних справ Польщі
Список міністрів закордонних справ Польщі

## Міністри закордонних справ Польщі
1. Войцех Розтворовський (1917–1918);
2. Януш Францішек Радзивілл (1918);
3. Станіслав Глабинський (1918).
4. Леон Василевський (1918–1919);
5. Ігнацій Ян Падеревський (1919);
6. Владислав Врублевський (1919);
7. Станіслав Патек (1919–1920);
8. Евстахі Сапеха (1920–1921);
9. Ян Дабський (1921);
10. Костянтин Генріхович Скрімунт (1921–1922);
11. Габріель Нарутович (1922);
12. Олександр Скшиньський (1922–1923);
13. Маріан Сейда (1923);
14. Роман Дмовський (1923);
15. Кароль Бертоні (1923–1924);
16. Маврици Замойський (1924);
17. Олександр Скшиньський (1924–1926);
18. Каєтан Джержікрай-Моравський (1926);
19. Август Залеський (1926–1932);
20. Юзеф Бек (1932–1939).
21. Август Залеський (1939–1941);
22. Едвард Бернард Рачінський (1941–1943);
23. Тадеуш Ромер (1943–1944);
24. Адам Тарновський (1944–1945).
25. Едвард Осубка-Моравський (1944–1945);
26. Вінценти Жимовський (1945–1947);
27. Зигмунт Модзелевський (1947–1951);
28. Станіслав Скшешевський (1951–1956);
29. Адам Рапацький (1956–1968);
30. Стефан Йедриховський (1968–1971);
31. Стефан Ольшевський (1971–1976);
32. Еміль Войташек (1976–1980);
33. Юзеф Чирек (1980–1982);
34. Стефан Ольшевський (1982–1985);
35. Маріан Ожеховський (1985–1988);
36. Тадеуш Олешовський (1988–1989).
37. Кшиштоф Скубішевський (1989–1993);
38. Анджей Олеховський (1993–1995);
39. Владислав Бартошевський (1995);
40. Даріуш Росаті (1995–1997);
41. Броніслав Геремек (1997–2000);
42. Владислав Бартошевський (2000–2001);
43. Влодзімеж Цімошевич (2001–2005);
44. Адам Ротфельд (2005);
45. Стефан Меллер (2005–2006);
46. Анна Фотига (2006 — 2007);
47. Радослав Сікорський (2007—2014).
48. Ґжеґож Схетина (2014—2015).
49. Вітольд Ващиковський (2015—2018)
50. Яцек Чапутовіч (2018—2020).
51. Збігнєв Рау (2020—2023)[1]
52. Шимон Шинковський вель Сенк[en] (2023)
53. Радослав Сікорський (з 2023)